# Marathon van Amsterdam 1979

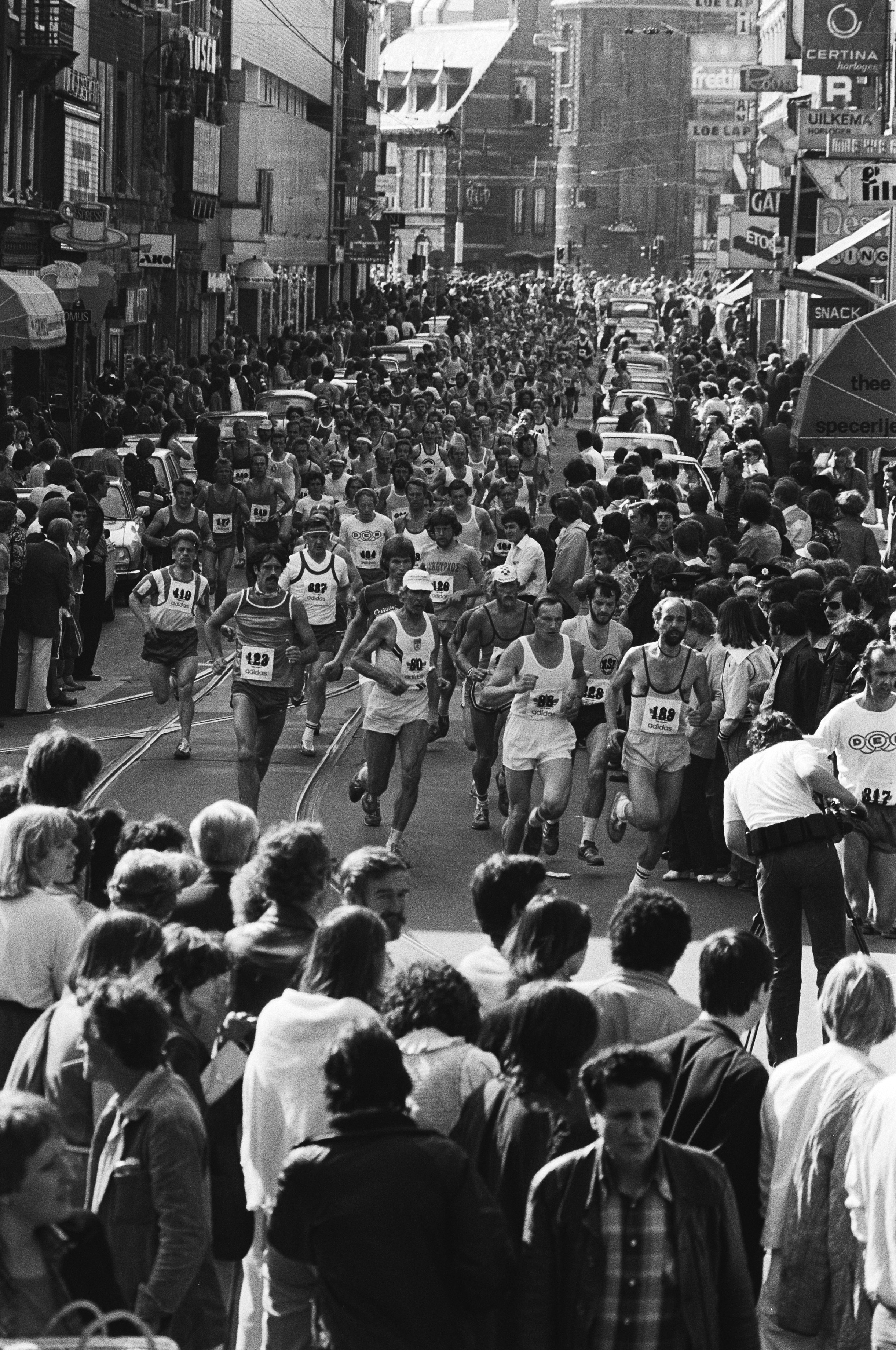
Lopers onderweg.

De marathon van Amsterdam 1979 werd gelopen op zaterdag 19 mei 1979. Het was de vierde editie van deze marathon.
De 32-jarige Hongaarse boekhouder Ferenc Szekeres bereikte bij de mannen als eerste de finish in 2:14.45,6. Bij de vrouwen was de Nederlandse Ria Harmens-Peters het snelste in 3:21.40.

## Uitslagen

### Mannen
| rang   | naam             | land | tijd      |
| ------ | ---------------- | ---- | --------- |
| Goud   | Ferenc Szekeres  | HUN  | 2:14.45,6 |
| Zilver | Benji Durden     | USA  | 2:17.10,3 |
| Brons  | Danny McDaid     | IRL  | 2:17.28,3 |
| 4      | Cor Vriend       | NED  | 2:17.44,0 |
| 5      | Klaus Orten      | FRG  | 2:17.52,5 |
| 6      | Henk Nugteren    | NED  | 2:21.38,6 |
| 7      | Piet van Alphen  | NED  | 2:22.39,7 |
| 8      | Jacques Valentin | NED  | 2:22.41,8 |
| 9      | Rüdiger Grube    | FRG  | 2:23.31,0 |
| 10     | Gerard Mentink   | NED  | 2:24.04,0 |

### Vrouwen
| rang   | naam                 | land | tijd    |
| ------ | -------------------- | ---- | ------- |
| Goud   | Ria Harmens-Peters   | NED  | 3:21.40 |
| Zilver | Marianne Nieuwenhuis | NED  | 3:22.45 |

1975 ·
1976 ·
1977 ·
1978 ·
1979 ·
1980 ·
1981 ·
1982 ·
1983 ·
1984 ·
1985 ·
1986 ·
1987 ·
1988 ·
1989 ·
1990 ·
1991 ·
1992 ·
1993 ·
1994 ·
1995 ·
1996 ·
1997 ·
1998 ·
1999 ·
2000 ·
2001 ·
2002 ·
2003 ·
2004 ·
2005 ·
2006 ·
2007 ·
2008 ·
2009 ·
2010 ·
2011 ·
2012 ·
2013 ·
2014 ·
2015 ·
2016 ·
2017 ·
2018 ·
2019 ·
2020 ·
2021 ·
2022 ·
2023 ·
2024 ·
2025